# Donald Douglas (Schauspieler, 1905)
Donald Douglas (* 24. August 1905 in Schottland; † 31. Dezember 1945 in Los Angeles; eigentlich Douglas Kinleyside) war ein britischer Schauspieler.

## Leben
Donald Douglas trat von 1927 bis 1936 mehrfach am Broadway auf und war 1929 in Der große Gabbo neben Erich von Stroheim erstmals in einem Film zu sehen. Es folgten zahlreiche Rollen in Hollywood-Filmen kleiner Produktionsfirmen. Ab Mitte der 1930er Jahre arbeitete er auch für große Filmstudios wie MGM, 20th Century Fox und Columbia Pictures, wo er jedoch zumeist nur kleine Neben- und Statistenrollen erhielt. In der Rolle eines Anwalts war er auch in Charles Vidors Film noir Gilda an der Seite von Rita Hayworth zu sehen, mit der er bereits 1938 für die beiden Columbia-B-Filme Special Inspector und Convicted gemeinsam vor der Kamera gestanden hatte. 
Spielte er in Filmen häufig gute, jedoch blasse Charaktere, so wie den Polizeileutnant in Murder, My Sweet (1944), konnte er im Radio seine Vielseitigkeit unter Beweis stellen. In der Hörspiel-Mystery-Reihe Black Castle übernahm er 1943 alle Rollen, einschließlich die des Ansagers. Er starb 1945 im Alter von nur 40 Jahren in Los Angeles an Komplikationen während einer Blinddarmoperation. Sein Grab befindet sich im Forest Lawn Memorial Park in Glendale.

## Filmografie (Auswahl)
- 1929: Der große Gabbo (The Great Gabbo)
- 1929: Tonight at Twelve
- 1933: He Couldn’t Take It
- 1934: Men in White
- 1934: Sequoia – Herrin der Wildnis (Sequoia)
- 1935: Tomorrow’s Children
- 1937: Seekadetten (Navy Blue and Gold)
- 1937: Manhattan Shakedown
- 1938: Special Inspector
- 1938: Der Testpilot (Test Pilot)
- 1938: Mord, wie er im Buche steht (Fast Company)
- 1938: Schnelle Fäuste (The Crowd Roars)
- 1938: Ein Gladiator namens Hugo (The Gladiator)
- 1938: Convicted
- 1939: Jesse James, Mann ohne Gesetz (Jesse James)
- 1939: Stunde Null (The Zero Hour)
- 1939: Second Fiddle
- 1940: Charlie Chan in Panama
- 1940: Der große Edison (Edison, the Man)
- 1940: Liebling, du hast dich verändert (I Love You Again)
- 1940: Flight Command
- 1941: Cheers for Miss Bishop
- 1941: Charlie Chan auf dem Schatzsucherschiff (Dead Men Tell)
- 1941: Allein unter Gangstern (The Get-Away)
- 1941: Sergeant York
- 1941: Das goldene Tor (Hold Back the Dawn)
- 1941: Mercy Island
- 1942: Don’t Talk (Kurzfilm)
- 1942: Sechs Schicksale (Tales of Manhattan)
- 1942: Reise aus der Vergangenheit (Now, Voyager)
- 1943: Immer mehr, immer fröhlicher (The More the Merrier)
- 1943: Einsatz im Nordatlantik (Action in the North Atlantic)
- 1943: Appointment in Berlin
- 1944: Mit Büchse und Lasso (Tall in the Saddle)
- 1944: Murder, My Sweet
- 1945: Skandal bei Hofe (A Royal Scandal)
- 1945: Tarzan und die Amazonen (Tarzan and the Amazons)
- 1945: Mama Loves Papa
- 1945: Club Havana
- 1945: The Strange Mr. Gregory
- 1946: Tokyo Rose
- 1946: Gilda
- 1946: The Truth About Murder